# الكفية (عفيف)
مركز الكفية هو مركزٌ إداري تابعٌ لمحافظة عفيف في منطقة الرياض ، وتصنف من فئة (ب) ورمزها 1355.